# Erika Sunnegårdh
Margareta Erika Sunnegårdh (geboren am 11. Mai 1966 in Danderyd, Stockholm) ist eine schwedische Opernsängerin des Stimmfaches Hochdramatischer Sopran. Sie lebte viele Jahre in New York, debütierte 2004 an der Malmö Opera und singt seither Hauptrollen an bedeutenden Opernhäusern Europas und Nordamerikas. Seit 2011 lebt die Sängerin in Wien.

## Leben und Werk
Die Eltern der Sängerin waren bekannte Gesangspädagogen. Arne Sunnegårdh, ihr Vater, unterrichtete an der Königlichen Musikhochschule Stockholm, arbeitete unter anderem mit den legendären Opernsängern Birgit Nilsson and Jussi Björling und war auch Chorleiter an der Königlichen Oper von Stockholm. Margareta Backer-Sunnegårdh, ihre Mutter, war Koloratursopranistin. Ihr Halbbruder Thomas Sunnegårdh ist Heldentenor, ihre Schwägerin Katarina Dalayman ebenfalls eine hochdramatische Sopranistin.
Erika Sunnegårdh besuchte die Adolf Fredriks Musikklasser, ein Musikgymnasium in Stockholm. Sunnegårdh ging 1985 nach New York, wo sie 26 Jahre lang ihren Hauptwohnsitz hatte. Ursprünglich wollte sie Tänzerin werden. Sie absolvierte die Manhattan School of Music mit Abschluss im Jahr 1992 und danach ein Master-Studium an der Aaron Copland School of Music des Queens College. Ihren Lebensunterhalt verdiente sie als Kellnerin, Fremdenführerin und Sängerin bei Begräbnissen. Sie studierte auch in Tel Aviv und Tanglewood. 1999 gründete sie In time with Music, ein Community Outreach Program für Schulkinder in Queens, New York.

### Oper
Mit der Titelpartie in Puccinis Turandot debütierte sie 2004 in Malmö. Es folgten rasch Gastengagements an bedeutenden Bühnen in ganz Europa und 2006 ihr Debüt an der New Yorker Metropolitan Opera. Sunnegårdhs Repertoire konzentriert sich auf sechs Hauptrollen, die für ihre Stimmlage und den dramatischen Impetus ihrer Persönlichkeit prädestiniert erscheinen, zwei aus dem italienischen und vier aus dem deutschen Fach – die grausamen Prinzessinnen Salome und Turandot, die drei leidenschaftlich und treu liebenden Frauen Tosca, Leonore und Senta sowie die desorientierte, von Mord und Totschlag tief betroffene Chrysotemis. Für diese Rollen wurde sie als Gast an zahlreiche bedeutende Opernhäuser verpflichtet:
- die Turandot sang sie in Malmö und New York, an der Deutschen Oper Berlin, in der Königlichen Oper in Stockholm und an der NorrlandsOperan sowie auf der Seebühne bei den Bregenzer Festspielen,
- die Titelpartie in Tosca verkörperte sie in ebenfalls in Berlin und Stockholm sowie an der Oper Frankfurt, der Oper Köln und an der Nashville Opera.
- als Leonore im Beethovens Fidelio war sie an der New Yorker Met zu hören, weiters in Frankfurt, Hamburg und Köln sowie an der Opera de Lyon, in Florenz und beim Edinburgh International Festival, konzertant auch mit dem Auckland Philharmonia Orchestra in Neuseeland,
- die Titelpartie in Salome übernahm sie an der Bayerischen Staatsoper in München, am Teatro Comunale di Bologna, an der Semperoper in Dresden, in Palm Beach und an der Canadian Opera Company in Toronto, an der Welsh National Opera, am Teatro del Liceu in Barcelona, in Bari und Warschau, am New International Theatre in Tokyo sowie an der Wiener Staatsoper,
- die Chrysotemis in Elektra sang sie an der New Zealand Opera in Auckland, am Grand Théâtre de Genève und am Hessischen Staatstheater Wiesbaden,
- die Senta im Fliegenden Holländer übernahm sie an Den Norske Opera in Oslo, an der Atlanta Opera, in Köln und Wiesbaden.

Zusätzlich absolviert die Sängerin Jahr für Jahr ein oder zwei Rollendebüts in ausgewählten Neuinszenierungen. Zwar sang sie auch zwei Verdi-Opern – 2006 die Abigaille im dänischen Freilufttheater Opera Hedeland und 2010 Lady Macbeth beim Glyndebourne Festival – betont jedoch auf ihrer Website ausdrücklich, dass es sich nicht um Rollen ihres Kernrepertoires handelt. Auch bei den Repertoire-Erweiterungen dominiert das deutsche Fach:
- 2014 war sie erstmals als Kaiserin in Frau ohne Schatten zu sehen und zu hören, in der Regie von Uwe Eric Laufenberg am Hessischen Staatstheater in Wiesbaden,
- 2015 versuchte sie sich mit Bellini Norma im Belcanto-Fach, ebenfalls in Wiesbaden,
- ebenfalls 2015 sang sie die Titelpartie in Carl Maria von Webers selten gespielter Oper Euryanthe an der Oper Frankfurt, es inszenierte Johannes Erath, es dirigierte Roland Kluttig,
- 2016 übernahm sie die Regan in Aribert Reimanns Shakespeare-Vertonung des Lear an der Opéra National de Paris.

Gerhard Rohde, Musikkritiker der Frankfurter Allgemeinen Zeitung, beschrieb anlässlich des Wiesbaden Rollendebüts ihre Darstellung wie folgt: „Erika Sunnegårdh sang die »Kaiserin« mit leuchtenden Soprantönen, schöner Linearität und besaß auch die stimmliche Ausdruckskraft, um die qualvolle Gewissensentscheidung der Frau überzeugend glaubhaft zu machen.“

### Konzert
Im Konzertsaal ist Sunnegårdh vorrangig in großen Chor-Orchester-Werken und in konzertanten Opernaufführungen zu hören. Sie sang die Sopran-Soli in Beethoven Neunter und Mahlers Achter, in Rossinis Stabat mater und Verdis Requiem, in Zemlinskys Lyrischer Symphonie und in einer Reihe von neuen Auftragswerken. Die Sängerin wurde von den Berliner Philharmonikern, dem Gewandhausorchester zu Leipzig und dem Orchestra Sinfonica Nazionale della RAI eingeladen, sang mit dem Metropolitan Opera Orchestra in der Carnegie Hall, mit dem Milwaukee Symphony und dem Auckland Philharmonia Orchestra sowie mit einer Reihe skandinavischer Klangkörper – darunter das Royal Stockholm Philharmonic Orchestra, das Malmö Sinfonieorchester und das Schwedische Radio-Symphonieorchester, die Göteborger Symphoniker und das Danish Philharmonic Orchestra.
Die Sängerin hat mit einer Reihe namhafter Dirigenten zusammengearbeitet – darunter Marco Armiliato, Semyon Bychkov, Paolo Carignani, Riccardo Chailly, Myung Wun Chung, James Conlon, Andreas Delfs, Gustavo Dudamel, Ádám Fischer, John Fiore, Hartmut Haenchen, Daniel Harding, Will Humburg, Lothar Koenigs, Jesus Lopez-Cobos, Fabio Luisi, Nicola Luisotti, Cornelius Meister, Gianandrea Noseda, Kirill Petrenko, Sir Simon Rattle und Stefan Soltesz.
Seit 2011 hat Erika Sunnegårdh ihren Hauptwohnsitz in Wien, wo auch ihre Gesanglehrerin Glenys Linos zu Hause ist.

## Rollen

### Repertoire
| Beethoven: - Leonore im Fidelio Bellini: - Titelpartie in Norma Janáčeks - Titelpartie in Jenůfa Puccini: - Titelpartie in Tosca - Titelpartie in Turandot Aribert Reimann - Regan in Lear Richard Strauss: - Titelpartie in Salome - Chrysotemis in Elektra - Kaiserin in Die Frau ohne Schatten |  | Verdi: - Abigaille in Nabucco - Lady Macbeth in Macbeth Wagner: - Isabella in Das Liebesverbot (konzertant) - Senta in Der fliegende Holländer - Elsa in Lohengrin (Cover) - Helmwige und Gerhilde in Die Walküre - Brünnhilde in Siegfried (konzertant) Weber: - Titelpartie in Euryanthe |

### Uraufführung
- 2008 Jonas Forssell: Death and the Maiden, Malmö Opera – als Paulina

## Diskographie
- Mahler: 8. Sinfonie, Gewandhausorchester Leipzig, Dirigent: Riccardo Chailly. DVD. 2011, Accentus Music.
- Who might sing in all the muted woods? Erika Sunnegårdh sings songs created by Joel Mandelbaum. 2002. Capstone.
- Janáčeks: Jenůfa. Malmö Opera, Dirigent: Marko Ivanović. DVD. Arthaus 101665. – Titelpartie
- Wagner: Die Walküre. Festival d’Aix-en-Provence (Grand Théâtre de Provence), Dirigent: Sir Simon Rattle. 2007. DVD. BelAirClassiques BAC034. – Helmwige
- Solo-CD mit dem Malmö Sinfonieorchester, Dirigent: Will Humburg – Vier letzte Lieder von Richard Strauss, sowie Auszüge aus Fidelio, Tannhäuser, Der fliegende Holländer und Salome

## Auszeichnung
- Cultural Award of the American Scandinavian Society